# Sytse de Jong
Sytse de Jong (Nieuw-Lekkerland, 1971) is een Nederlands politicus en oud-journalist. Van 2006 tot 2018 was hij wethouder van Staphorst namens de SGP.

## Biografie
Tussen 1989 en 1995 studeerde Sytse de Jong Nederlands recht en juridische bestuurswetenschappen aan Universiteit Utrecht. Van 1995 tot aan zijn wethouderschap in Staphorst (2006-2018) was De Jong werkzaam bij het Reformatorisch Dagblad als journalist in Apeldoorn. Tijdens zijn wethouderschap was hij tevens eerste locoburgemeester. Voor zijn wethouderschap vertegenwoordigde De Jong de SGP in de gemeenteraad van Staphorst (2002-2006). De Jong promoveerde in 2012 aan Rijksuniversiteit Groningen op de dissertatie De identiteitsgebonden werkgever in het arbeidsrecht. In de periode 2011-2015 was De Jong beëdigd burgerlid voor de SGP in de Provinciale Staten van Overijssel.
In de periode 2014-2018 was De Jong tevens actief als auditor voor de Stichting Certificering Openbare Bibliotheken. Daarnaast was De Jong actief in diverse besturen, waaronder dat van de Nederlandse Patiënten Vereniging (NPV), en publiceerde hij opinieartikelen.
Op 18 april 2019 maakte Forum voor Democratie (FVD) bekend De Jong kandidaat te stellen voor de positie van gedeputeerde in de provincie Overijssel. De Jong zag deze partij als brede volkspartij op rechts. Hij duidde de overstap door te stellen dat "Gods wegen ondoorgrondelijk zijn". FVD viel buiten de boot en belandde in de oppositie. In 2019 en 2020 was De Jong beleidsmedewerker van de fractie van FVD in de Senaat en adviseerde hij de fractie in de Provinciale Staten van Overijssel. Hij nam afscheid van FVD omdat hij constateerde dat de partij in een isolement terecht was gekomen en de oorspronkelijke doelstellingen uit het oog verliet. Hij zette zijn werkzaamheden voort voor de fractie-Van Pareren in de Eerste Kamer en bij de Overijsselse Statenfractie Onafhankelijke Conservatieve Liberalen (OCL), die beide werden gevormd na de scheuring van FVD.
In november 2020 raakte De Jong actief betrokken bij de oprichting van JA21. Voor deze partij coördineerde hij met Nicki Pouw-Verweij de totstandkoming van het verkiezingsprogramma Het Juiste Antwoord. Hij schreef delen van de tekst en redigeerde de aangedragen concepten. Na de verkiezingen werd De Jong beleidsmedewerker bij JA21. In deze hoedanigheid ondersteunde hij met name Tweede Kamerlid Nicki Pouw-Verweij. Zij stapte op 1 september 2023 over naar de BoerBurgerBeweging (BBB). De Jong ging ook naar deze partij. Hij is actief als hoofd beleid bij de BBB-fractie in de Tweede Kamer. Sytse de Jong woont in Staphorst.

## Persoonlijk
Sytse de Jong is een zoon van de bekende dominee Tjitze de Jong (1942-2014) uit Staphorst.
- International Standard Name Identifier: 0000 0003 9044 7983
- Nederlandse Thesaurus van Auteursnamen: 343558866
- Virtual International Authority File: 284088592
- WorldCat: E39PBJkXxM4jHHgWGTKpdMPxXd